# Glucosering
Glucosering, afkomstig van het Engelse woord glucoside, is een omschrijving van het ophopen van glucose in het lichaam. Dit komt vaak voor bij diabetici en dan met name vaak in de voeten. Het effect van glucosering is dat de doorbloeding van het betreffende gebied stagneert waardoor de huid uitdroogt en kan gaan barsten wat leidt tot bloedingen die lastig te genezen zijn. Goede zilvercrèmes bieden een mogelijke oplossing bij een gebarsten huid. Zilver staat bekend vanwege de extreem sterke antibacteriële werking welke zelfs beter kan zijn dan antibiotica. Middels een goede dagelijkse verzorging van met name de voeten kan glucosering echter voorkomen worden.